# 37223 Devillepoix
37223 Devillepoix este o planetă minoră (asteroid), cu un diametru de 3,558 km, din centura de asteroizi. A fost descoperită pe 20 noiembrie 2000 la Stația Anderson Mesa de Lowell Observatory Near-Earth-Object Search. 
Obiectul prezintă o orbită caracterizată de o semiaxă mare de 2,6876126 UAi, o excentricitate de 0,12, o înclinație de 13,91746 ° în raport cu ecliptica.